# Tolombón
Tolombón är en ort i Argentina.   Den ligger i provinsen Salta, i den norra delen av landet, 1 200 km nordväst om huvudstaden Buenos Aires. Tolombón ligger 1 620 meter över havet och antalet invånare är 255.
Terrängen runt Tolombón är varierad. Närmaste större samhälle är Cafayate, 13,2 km norr om Tolombón.
Omgivningarna runt Tolombón är i huvudsak ett öppet busklandskap. Runt Tolombón är det glesbefolkat, med 9 invånare per kvadratkilometer.